# 福住町 (台北市)
福住町（ふくずみちょう）は、日本統治時代の台湾における台北市の行政区画。旭町、新栄町の東に位置した。現在の杭州南路二段以東、金華街以北、信義路二段以南、麗水街以西の地域が福住町に含まれ、中央を東西に愛国東路が通る。町内には公務員宿舎および台北刑務所が存在した。

## 町内施設
- 吉見女子裁縫学園（現・私立金甌女子高級中学）